# Istorija slavjanobolgarskaja

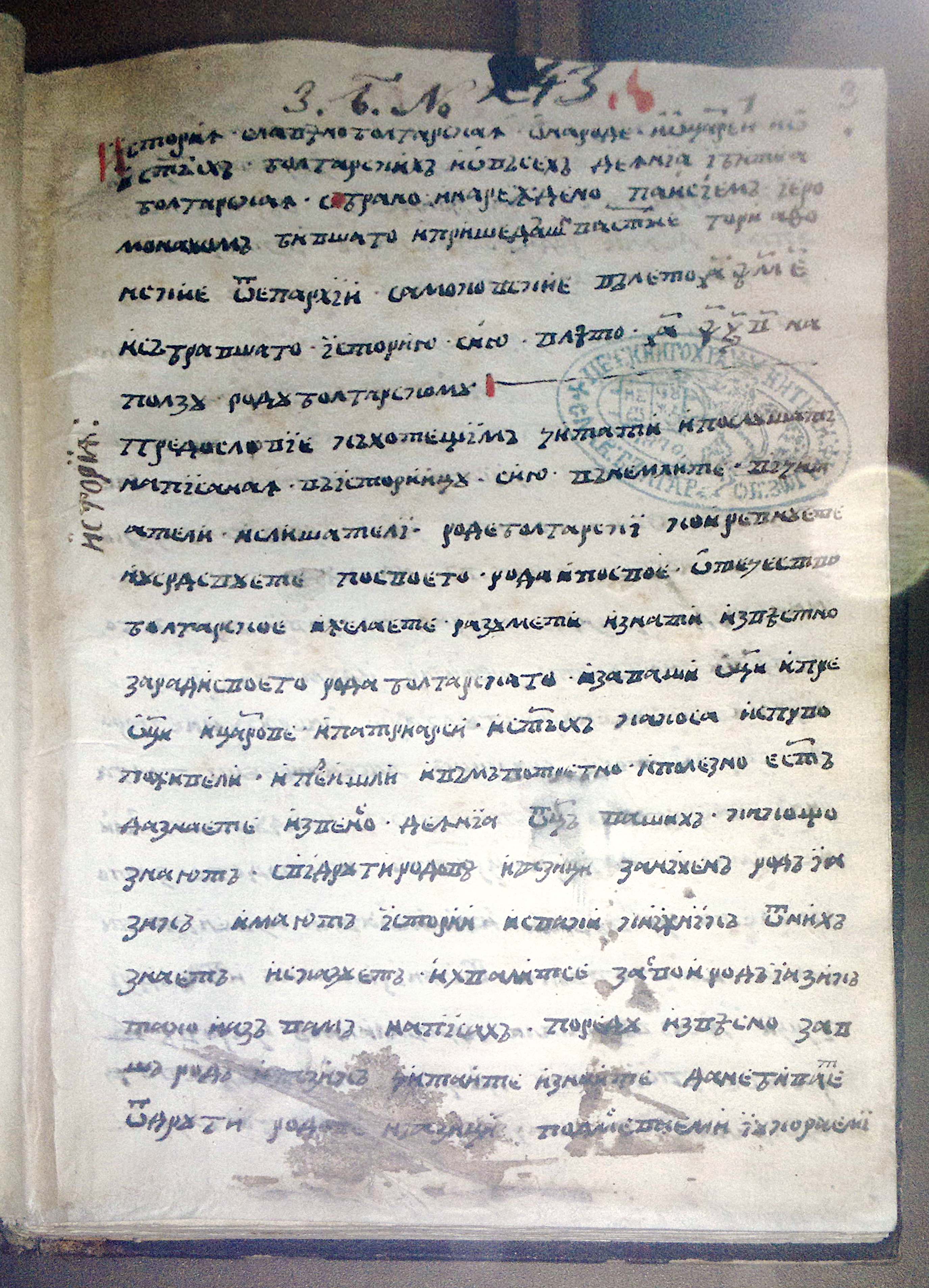
La prima pagina del manoscritto originale di Paisij di Hilendar.

La Istorija slavjanobolgarskaja (nella dicitura originale in alfabeto cirillico: История славяноболгарская; in bulgaro moderno: История славянобългарска, Istorija slavjanobălgarska, e tradotto come Storia slavobulgara, titolo originale completo: Историѧ славѣноболгарскаѧ ѡ народе и ѿ цареи и ѡ стыхъ болгарскихъ и ѡ въсехъ деѧнїа ї битиа болгарскаѧ, tradotto: Storia slavobulgara della nazione e dei re e dei santi bulgari e di tutti gli avvenimenti e fatti bulgari) è un libro dello studioso presbitero bulgaro Paisij di Hilendar. Scritto nel 1762, viene considerato la maggiore opera di Paisij ed una delle opere più influenti del risveglio nazionale bulgaro, così come la prima opera bulgara di storiografia. Il motivo che spinse Paisij a scrivere questo libro era quello di assicurarsi che una "nazione con un glorioso passato abbia il diritto ad uno splendido futuro".
Anche se risiedeva nel monastero serbo di Hilandar nella zona sacra del Monte Athos (al giorno d'oggi territorio autonomo della Grecia), Paisij viaggiò a lungo attraverso il suo paese ed all'estero e raccolse una grande quantità di fonti per compilare e scrivere la sua versione concisa ma storicamente influente della storia bulgara. In quel periodo l'afflusso di monaci serbi era diminuito a favore di quelli bulgari, in particolare provenienti dalla regione della Macedonia. Dal XVII al XIX secolo il monastero di Hilandar era abitato in prevalenza da bulgari.
L'importanza di questo manoscritto fu la capacità di risvegliare l'orgoglio nazionale di un paese, che dopo 366 anni di dominio ottomano, mancava di questo sentimento. Ne conseguì quindi il risveglio nazionale, nel quale la Istorija Slavjanobolgarskaja ebbe un ruolo significativo.
La prima copia manoscritta del libro venne eseguita da Sofronio di Vraca nel 1765. Nella sua struttura la Istorija Slavjanobolgarskaja consiste di due introduzioni, una serie di capitoli in cui vengono discussi svariati eventi storici, un capitolo riguardanti i "maestri slavi", i discepoli di Cirillo e Metodio, un capitolo sui santi bulgari ed un epilogo.
Nonostante alcuni estratti siano apparsi nello Carstvenik di Hristaki Pavlovič, la Istorija di Paisij non venne pubblicata sotto forma di libro stampato fino agli anni 20 del XX secolo, in una edizione di Nikola Filipov. Ne fu stampato un adattamento in bulgaro moderno nel 1938. Negli anni 60 furono preparate delle edizioni con analisi e critica ed una traduzione in russo. Nel 2001 furono eseguite una traduzione in tedesco ed una in inglese.
La versione che si trova al monastero di Zografou della Istorija Slavjanobolgarskaja è rappresentata sul retro della banconata da 2 leva bulgari, emessa nel 1999 enel 2005.